# Kauiza Venancio
Kauiza Venancio, född 11 juni 1987, är en friidrottare från Brasilien. Hon deltog vid olympiska sommarspelen 2016.